# New Hope (Mississippi)
New Hope é uma Região censo-designada localizada no estado americano de Mississippi, no Condado de Lowndes.

## Demografia
Segundo o censo americano de 2000, a sua população era de 1964 habitantes.

## Geografia
De acordo com o United States Census Bureau tem uma área de
6,2 km², dos quais 6,2 km² cobertos por terra e 0,0 km² cobertos por água. New Hope localiza-se a aproximadamente 65 m acima do nível do mar.

## Localidades na vizinhança
O diagrama seguinte representa as localidades num raio de 28 km ao redor de New Hope.